# Selago eckloniana
Selago eckloniana är en flenörtsväxtart som beskrevs av Jacques Denys Denis Choisy. Selago eckloniana ingår i släktet Selago och familjen flenörtsväxter. Inga underarter finns listade i Catalogue of Life.